# Приз за спортивное поведение НБА
Приз за спортивное поведение Национальной баскетбольной ассоциации (англ. National Basketball Association's Sportsmanship Award) — ежегодный приз игроку НБА, демонстрирующему в течение регулярного сезона максимально корректное поведение на площадке, олицетворяя принцип «fair play» и за демонстрирование идеалов в спорте. Награда учреждена в сезоне 1995/96, а с сезона 1999/2000 носит имя Джо Думарса.
Каждая из 30 команд ежегодно делегирует по одному своему игроку на данный приз, затем из 30 номинантов выбирается 6 кандидатов, по одному на каждый дивизион и им присуждается Приз за спортивное поведение в дивизионе. По окончании регулярного сезона, игроки НБА голосуют за кандидатов: 11 баллов присуждается за первое место, 9 за второе, 7 за третье, 5 за четвертое, 3 за пятое и один балл за шестое место. Игроку, набравшему максимальное число баллов, присуждается Приз за спортивное поведение НБА. Первым обладателем трофея стал Джо Думарс, игрок «Детройт Пистонс», впоследствии награда получила его имя.
Майк Конли получил приз за спортивное поведение четыре раза, а Гранту Хиллу награда была вручена трижды. Две команды имеют несколько обладателей трофея: «Сан-Антонио Спёрс» (три игрока) и «Сиэтл Суперсоникс» (два игрока). Единственными иностранцами, выигравшим титул, являются британец Луол Денг и австралиец Патти Миллс. Текущий обладатель титула — Майк Конли («Миннесота Тимбервулвз»). Джо Думарс, Дэвид Робинсон, Рэй Аллен, Джейсон Кидд и Грант Хилл — обладатели награды, избранные в Зал славы баскетбола.

## Победители
|           | Избраны в Зал славы баскетбола            |
|           | Игроки выступающие в НБА по сей день      |
| Игрок (X) | Количество Призов за спортивное поведение |

| Сезон   | Игрок            | Национальность    | Позиция          | Команда                     | Ссылка |
| 1995/96 | Джо Думарс       | США               | защитник         | Детройт Пистонс             | [ 3 ]  |
| 1996/97 | Террелл Брэндон  | США               | защитник         | Кливленд Кавальерс          | [ 7 ]  |
| 1997/98 | Эвери Джонсон    | США               | защитник         | Сан-Антонио Спёрс           | [ 8 ]  |
| 1998/99 | Херси Хокинс     | США               | защитник         | Сиэтл Суперсоникс           | [ 9 ]  |
| 1999/00 | Эрик Сноу        | США               | защитник         | Филадельфия Севенти Сиксерс | [ 10 ] |
| 2000/01 | Дэвид Робинсон   | США               | центровой        | Сан-Антонио Спёрс           | [ 11 ] |
| 2001/02 | Стив Смит        | США               | защитник         | Сан-Антонио Спёрс           | [ 12 ] |
| 2002/03 | Рэй Аллен        | США               | защитник         | Сиэтл Суперсоникс           | [ 13 ] |
| 2003/04 | Пи Джей Браун    | США               | центрфорвард     | Нью-Орлеан Хорнетс          | [ 14 ] |
| 2004/05 | Грант Хилл       | США               | форвард          | Орландо Мэджик              | [ 5 ]  |
| 2005/06 | Элтон Брэнд      | США               | форвард          | Лос-Анджелес Клипперс       | [ 15 ] |
| 2006/07 | Луол Денг        | Великобритания[a] | форвард          | Чикаго Буллз                | [ 1 ]  |
| 2007/08 | Грант Хилл (2)   | США               | форвард          | Финикс Санз                 | [ 16 ] |
| 2008/09 | Чонси Биллапс    | США               | защитник         | Денвер Наггетс              | [ 17 ] |
| 2009/10 | Грант Хилл (3)   | США               | форвард          | Финикс Санз                 | [ 18 ] |
| 2010/11 | Стефен Карри     | США               | защитник         | Голден Стэйт Уорриорз       | [ 19 ] |
| 2011/12 | Джейсон Кидд     | США               | защитник         | Даллас Маверикс             | [ 20 ] |
| 2012/13 | Джейсон Кидд (2) | США               | защитник         | Нью-Йорк Никс               | [ 21 ] |
| 2013/14 | Майк Конли       | США               | защитник         | Мемфис Гриззлис             | [ 22 ] |
| 2014/15 | Кайл Корвер      | США               | форвард/защитник | Атланта Хокс                | [ 23 ] |
| 2015/16 | Майк Конли (2)   | США               | защитник         | Мемфис Гриззлис             | [ 24 ] |
| 2016/17 | Кемба Уокер      | США               | защитник         | Шарлотт Хорнетс             | [ 25 ] |
| 2017/18 | Кемба Уокер (2)  | США               | защитник         | Шарлотт Хорнетс             | [ 26 ] |
| 2018/19 | Майк Конли (3)   | США               | защитник         | Мемфис Гриззлис             | [ 27 ] |
| 2019/20 | Винс Картер      | США               | форвард          | Атланта Хокс                | [ 28 ] |
| 2020/21 | Джру Холидей     | США               | защитник         | Милуоки Бакс                | [ 29 ] |
| 2021/22 | Патти Миллс      | Австралия         | защитник         | Бруклин Нетс                | [ 6 ]  |
| 2022/23 | Майк Конли (4)   | США               | защитник         | Миннесота Тимбервулвз       | [ 4 ]  |

## Комментарии
- a  Луол Денг родился в Судане, натурализован Великобританией в 2006 году[30].